# Эррера, Хосе
Эстебан Хосе Эррера (исп. Esteban José Herrera; род. 9 марта 1981 года в Вилья-Конститусьон, Санта-Фе, Аргентина) — аргентинский футболист, центрфорвард.

## Карьера
Эррера начал свою карьеру в «Бока Хуниорс» в высшей лиге Аргентины. В команде была большая конкуренция за место в основе среди нападающих, помимо Эрреры, в клубе играли Мартин Палермо, Гильермо Баррос Скелотто, Марсело Дельгадо, Кристиан Хименес и Альфредо Давид Морено. Эррера дебютировал 28 марта 1999 года, заменив Кристиана Хименеса в матче против «Химнасия и Эсгрима», который закончился вничью 1:1. Затем он играл за резерв и вернулся в первую команду 4 марта 2001 года в матче против «Расинг Авельянеда», который «Бока» проиграла со счётом 2:1. Именно с «Бокой» он выиграл два свои трофея на клубном уровне. Он был членом команды, которая выиграла Клаусуру 1999, а в 2001 году он помог «Боке» выиграть Кубок Либертадорес. В 2001 году Эррера вместе с молодёжной сборной Аргентины выиграл чемпионат мира, на турнире он забил три гола. Однако на клубном уровне ситуация обстояла хуже, по приходе в клуб Наохиро Такахары Эррера стал ещё меньше попадать в основу.
В конце сезона 2001 года Эррера покинул «Боку», перейдя на правах аренды в «Тальерес Кордова». Но после лишь одного сезона с клубом он переехал в Италию, чтобы играть за «Мессину» из Серии B. Однако и здесь он не смог закрепиться, после семи матчей в клубе игрок перешёл в «Луккезе» из Серии C1.
Он вернулся в Аргентину во второй половине 2004 года, подписав контракт с «Чакарита Хуниорс», который в то время возглавлял Эрнесто Мастранджело. Эррера помог клубу вернуться в высший дивизион. После перемен в тренерском штабе команде удалось избежать вылета после победы над «Дефенсорес де Бельграно». Эррера забил шесть голов и был одним из самых ярких игроков клуба. В середине 2005 года он вернулся в Европу, чтобы играть за греческий «Ираклис». В своём первом сезоне он забил семь голов в 29 играх.